# Colymbosaurus

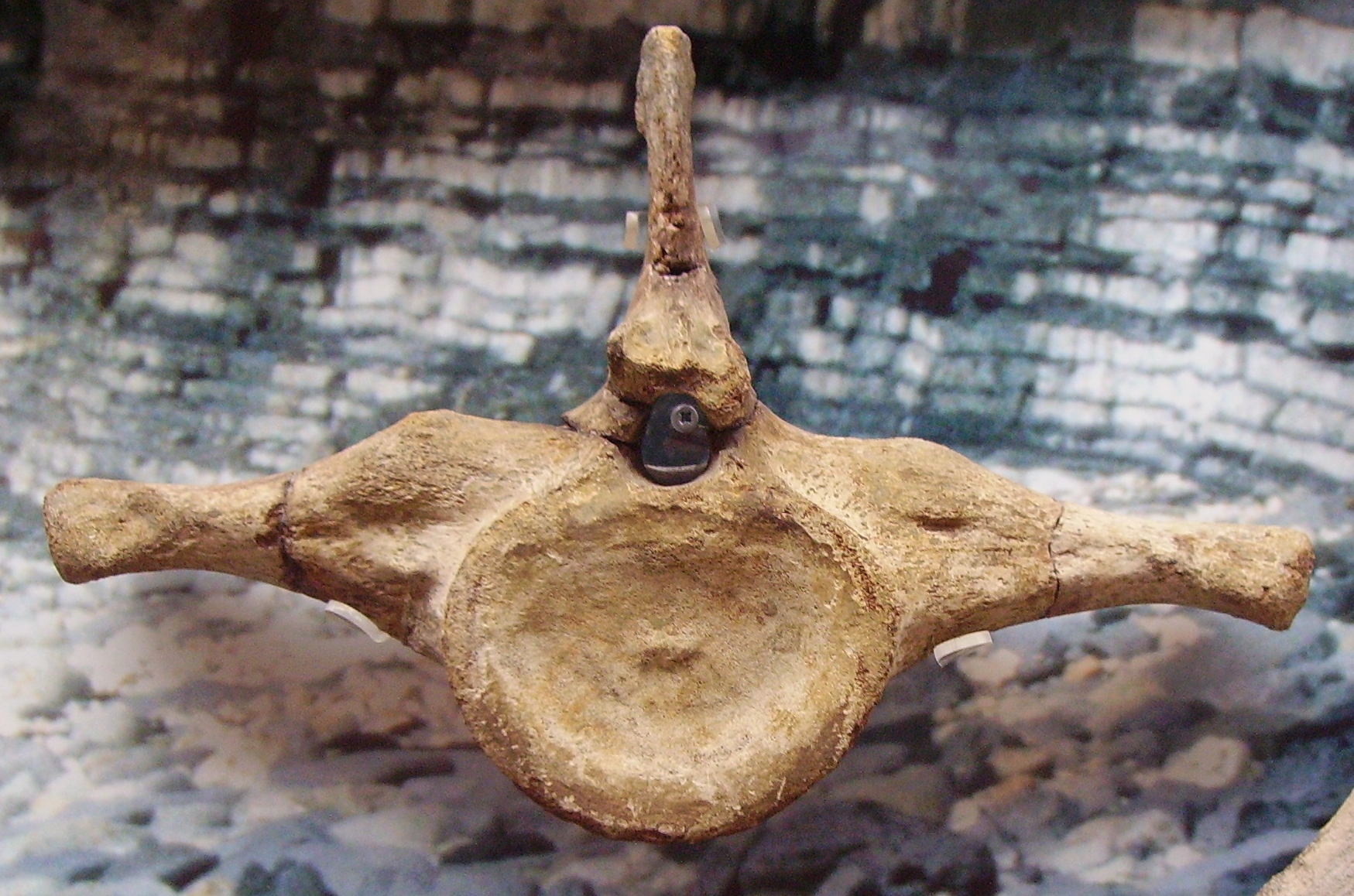
Vértebra sacral de Colymbosaurus

Colymbosaurus es un género extinto del orden Plesiosauria descrito en 1874 por Harry Seeley a partir de fósiles hallados en Inglaterra. Los huesos encontrados incluyen 74 vértebras, costillas, una escápula y las aletas delanteras y posteriores. Hay científicos que  piensan que Colymbosaurus en realidad es una parte de Kimmerosaurus, del cual solo se conocen elementos del cráneo y vértebras cervicales. Esto implicaría que Colymbosaurus es un criptoclídido en vez de ser un elasmosáurido y que adicionalmente, Colymbosaurus sería el sinónimo más antiguo de Kimmerosaurus.